# ATX

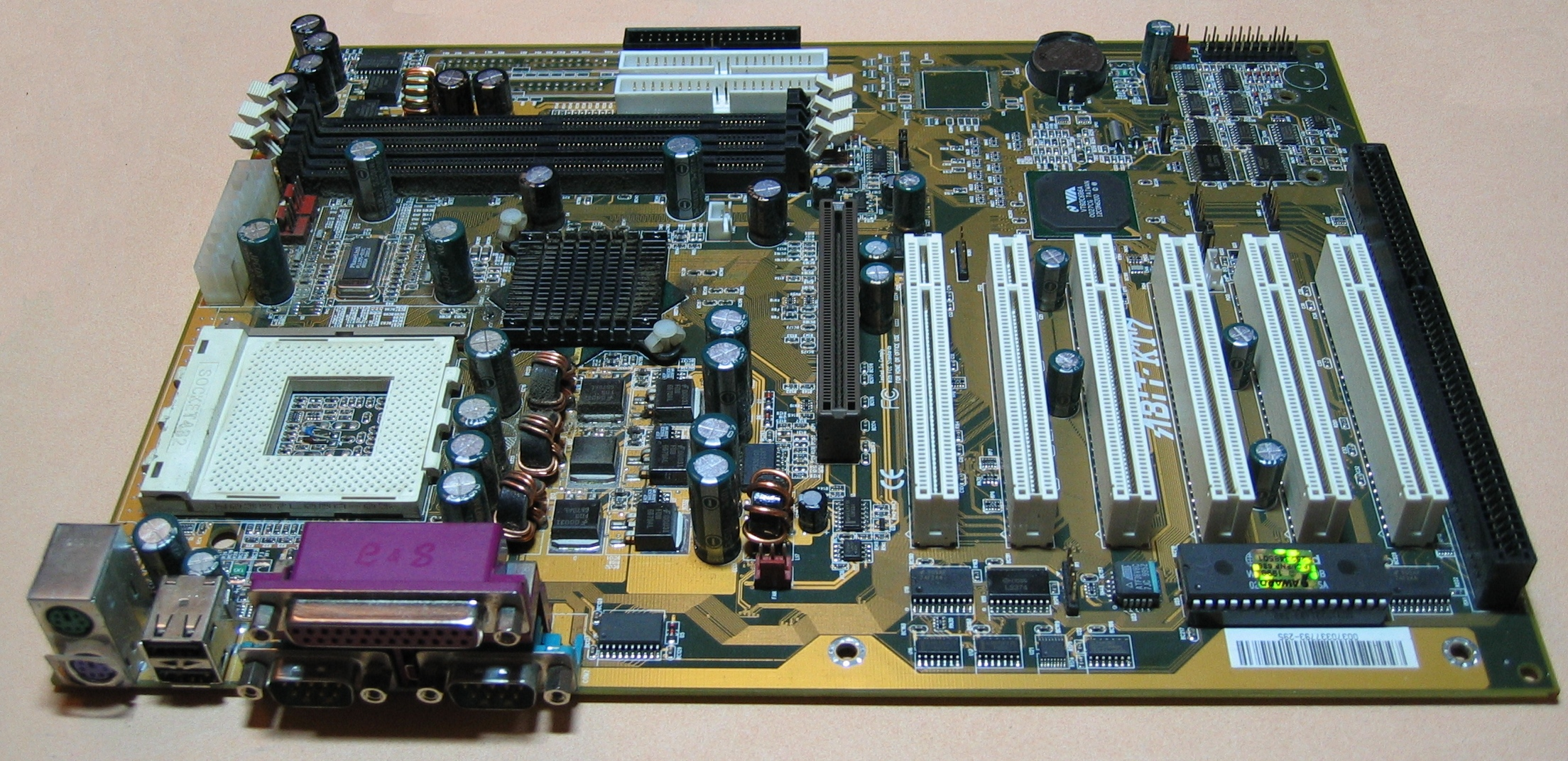
ATX規格マザーボード

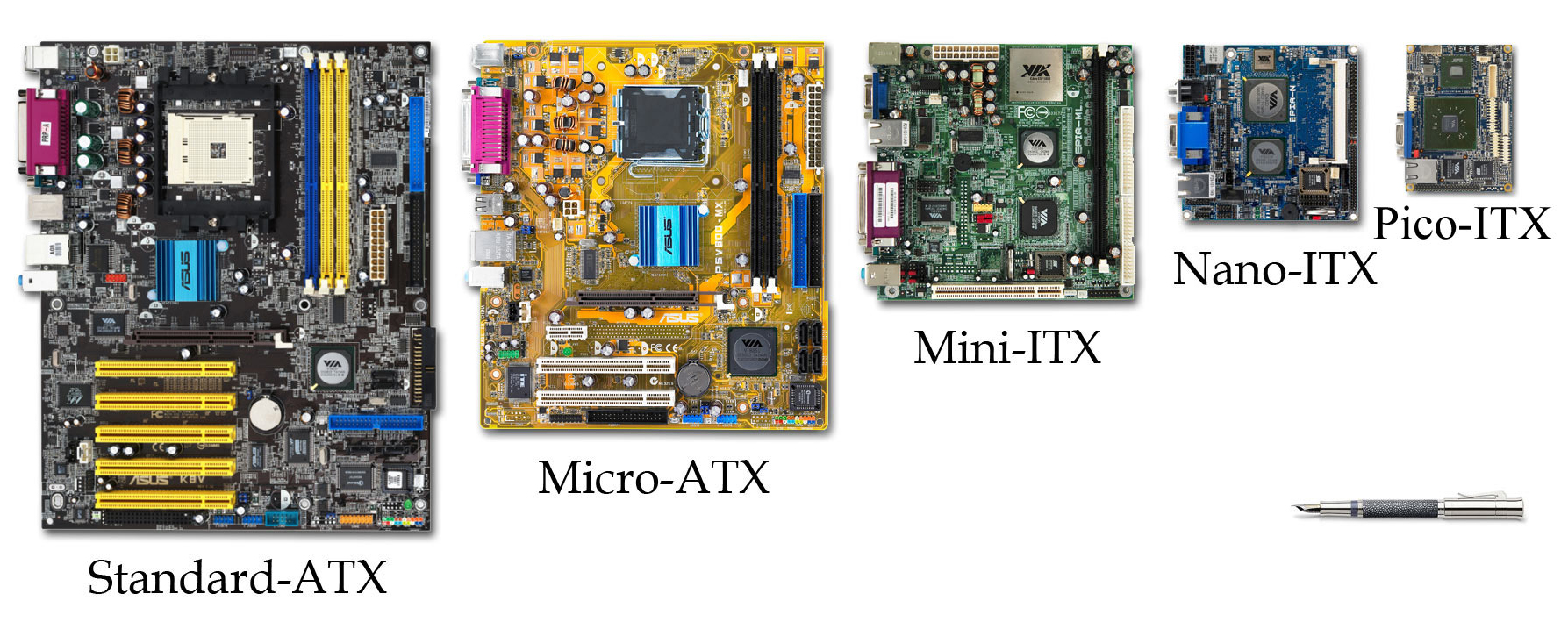
様々なマザーボードの比較

ATX（英語: Advanced Technology eXtended）とは、1995年にインテルが策定した、パーソナルコンピュータの構造規格（フォームファクタ）である。
マザーボードや電源ユニット、およびドライブベイの配置などの筐体内部構造を規定したものだが、ことマザーボードに関して詳細に規定されているため、マザーボード自体の規格として扱われることも多い。それまでのAT規格に代わって、業界標準の地位を確立する。マザーボードの基板サイズを一定としたことで、ケースをそのままに、マザーボード単体の交換が可能になった。2017年時点での最新のバージョンは2.2。
2003年にインテルはATXの置き換えを狙ってBTXを発表した。しかし、2017年時点においてもATXは自作パソコンの標準の一つとして扱われている。

## マザーボードの規格

ATX、ITX、ATボードのサイズ比較

ATX基板サイズ 305mm×244mm(12インチ×9.6インチ)。タワー型デスクトップパソコン（フルタワー、ミドルタワー）で多く用いられる。基板面積に余裕がありコネクタやスロット数が多く拡張性が高い。自作パソコン用としては主流とも言える。規格はATXでも、長辺（幅）は305mmと変わらないが、短辺（奥行）が215-230mm程度の基板を使用しているものもあり、このタイプは6本のビスで固定する。基板端が固定されていないため、ケースに取り付けた後にコネクターなどを挿すときに力を入れると基板が曲がってしまうことがあり注意が必要。
Micro-ATX（マイクロ-）基板サイズ 244mm×244mm(9.6インチ×9.6インチ)。ATXを小型化した規格で、小型（マイクロ）タワー型から省スペースデスクトップパソコンに用いられる。
Flex-ATX（フレックス-）基板サイズ 229mm×191mm(9インチ×7.5インチ)。Micro-ATXをさらに小型化した規格で、ブックシェルフ型・キューブ型省スペースパソコンに用いられる。
Extended-ATX（エクステンデッド-）基板サイズ 305mm×330mm(12インチ×13インチ)。ATXの奥行を大型化した規格で、マルチプロセッササーバ、ワークステーションに用いられる。
XL-ATX基板サイズ 325mm×244mm。ATXの幅（width）を大きくした規格。ただし「幅」とはこのページの参考画像やサイズ比較図での縦方向（高さ）に相当。